# Tristel-Formation

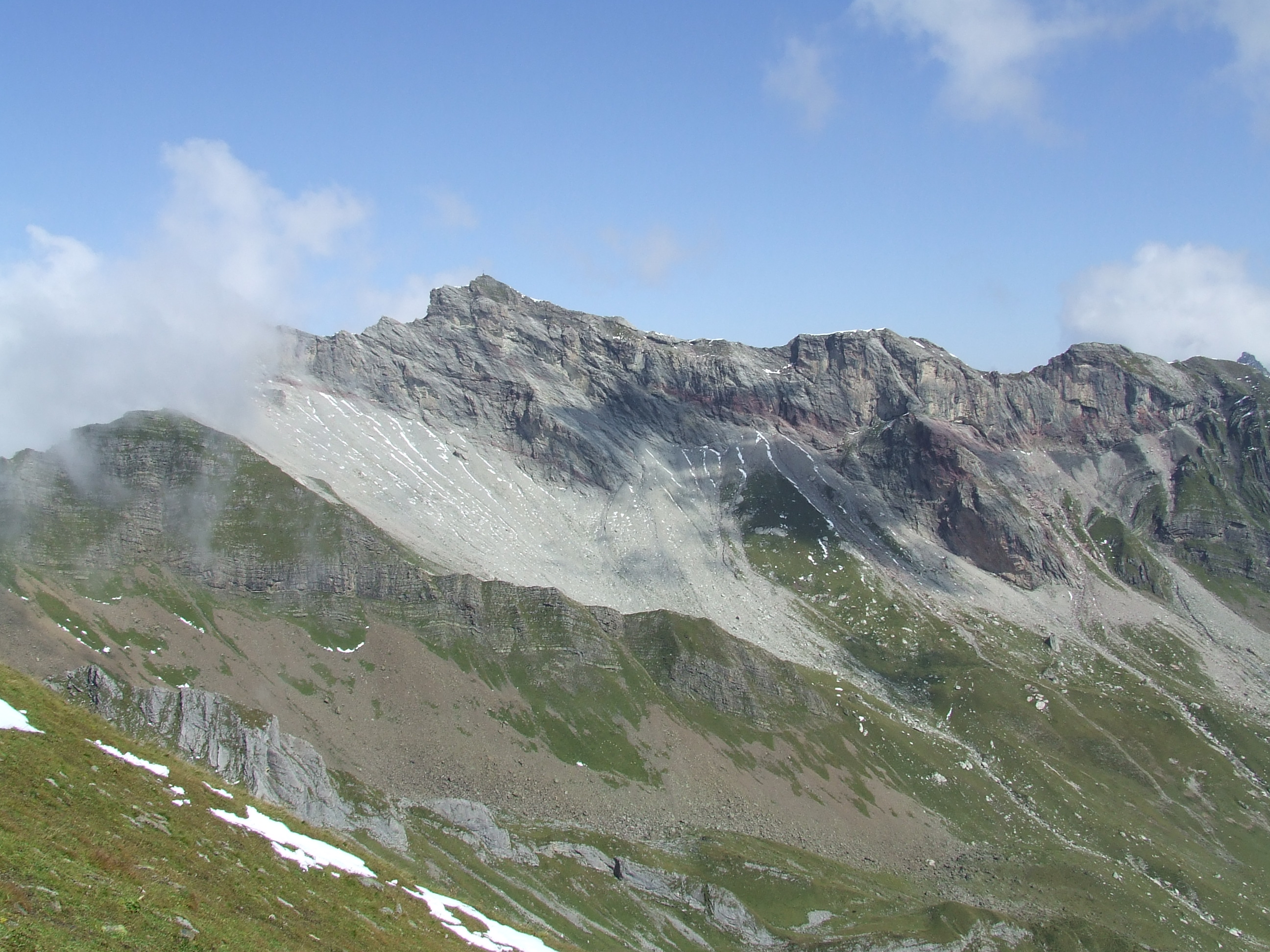
Das Typprofil der Tristel-Formation ist in der Nähe des Naafkopfes.

Die Tristel-Formation ist eine kreidezeitliche stratigraphische Formation, die im Tauernfenster, Engadiner Fenster, Rechnitzer Fenster und vielen anderen Lokalitäten in den Ost- und Westalpen vorkommt. Sie ist Teil der Bündnerschiefer bzw. der penninischen Einheiten der Alpen.
Abgelagert wurde die Tristel-Formation vom Unteraptium bis Oberbarremium. Sie besteht aus einer Abfolge von Kalken, Mergeln, und Tonsteinen. Aufgrund der starken Deformation ist die Mächtigkeit schwierig abzuschätzen, beträgt aber durchschnittlich zwischen 150 und 250 m. Die Ablagerung erfolgt in Form turbiditischer Schüttungen.
Die Tristel-Formation nimmt eine niedrige Position innerhalb der Einheiten des Valais-Ozeans ein. Man kann sie aufgrund dessen mit der Klus Formation und der Couches de l’Aroley Formation korrelieren. Alle drei Formation markieren das Anfangsstadium der Grabenbruchphase des Valais-Ozeans und stellen den untersten Teil der Walliser Trilogie dar.
Die Tristel-Formation ist Teil der Rhenodanubischen Gruppe.

## Typusprofil
Das Typusprofil der Tristel-Formation befindet sich in der Nähe des Naafkopfs im österreich-liechtensteinischen Grenzgebiet (Naafkopf). Das Profil liegt auf der Liechtensteiner Seite bei einem Felsrücken namens Tristel, Jesfürggli. Die Erstbeschreibung des Profils wurde 1984 von Benno Schwizer publiziert. Die Formation ist nach einem Felsrücken, dem „Tristel“ im Jestal benannt.